# Supersense
Supersense ist ein Jazzalbum von Stephanie Richards. Die um 2019 entstandenen Aufnahmen erschienen 2020 auf dem Brooklyner Independent-Label Northern Spy Records.

## Hintergrund
Supersense ist das dritte Album der Trompeterin und Komponistin Stephanie Richards. Für die Musik nahm Richards „das Konzept des Geruchs als Motivator und Übersetzer der Reaktion von Körper und Geist auf die verrückte Welt im Allgemeinen“ als ihr Leitmotiv für die Entwicklung von Supersense, notierte Mike Jurkovic. Sie ging sogar so weit, dass der Detroiter Parfümeur und Multimedia-Künstler Sean Raspet einzigartige, abstrakte Düfte kreierte, um die Aufnahme zu begleiten und die Richards in die Partituren für jedes der neun Stücke des Albums einbezog, um den Musikern die Verwirklichung der Arbeit zu ermöglichen, als „eine zusätzliche Schicht sensorischer Eingaben, um teilweise die üblichen Prozesse aufzumischen“. Richards nahm das Album mit dem Pianisten Jason Moran, dem Bassisten Stomu Takeishi und dem Schlagzeuger Kenny Wollesen auf.

## Titelliste
- Steph Richards: Supersense

1. Underbelly 3:40
2. Supersense 7:41
3. Canopy 3:44
4. Glass 4:58
5. Metal Mouth 2:59
6. Bunker 3:09
7. Matter is Water 3:34
8. Sleeping in the Sky 3:29
9. The Gentlest Insect 6:28

## Rezeption

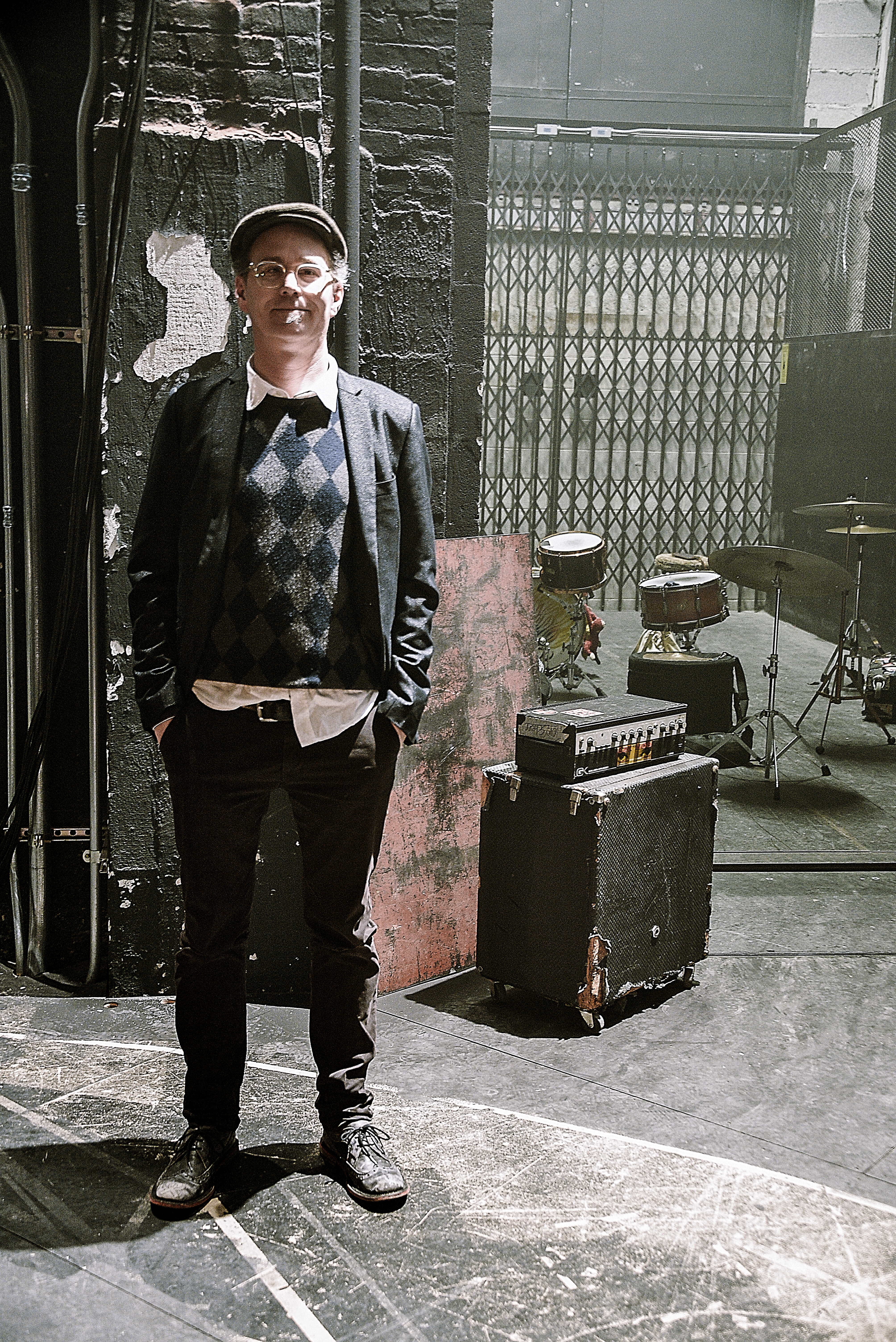
Kenny Wollesen 2016

Nach Ansicht von John Chacona (All About Jazz) zählt Supersense zu den besten Jazzalben des Jahres. Nach der Meinung von Mike Jurkovic, der das Album ebenfalls in All About Jazz rezensierte, sei die Musik auf dem Album Minimalismus auf höchstem Niveau. Das dem Album zugrundeliegende Konzept um den Geruch würde den meisten Hörern wohl entgehen, aber die Musik von Supersense – manipuliert, reaktiv, explorativ, kryptisch, ungezügelt – lasse sich nicht fesseln. Es sei unmöglich, so der Autor, nicht zu visualisieren, zu emotionalisieren und fasziniert zu sein. Der Pianist Jason Moran, der Bassist Stomu Takeishi und der Schlagzeuger Kenny Wollesen halten sich an die gleichen Grenzüberschreitungen, die ihren atemberaubenden Durchbruch im Jahr 2019, Take the Neon Lights (Birdwatcher), hervorgebracht haben.
Peter Margasak schrieb in The Quietus, Steph Richards bestehe darauf, dass „Musik nicht nur als Klangphänomen erlebt wird, wenn man bedenkt, wie jeder menschliche Sinn dazu beitragen kann, wie wir Schall absorbieren und fühlen.“ Dennoch könne der Autor nicht sagen, ob die Gerüche die Wahrnehmung beeinflussen, aber er könne bestätigen, dass es nicht notwendig sei, auf diese Weise die ernsthaft taktile Musik auf Supersense schätzen zu lernen. Die Band vertiefe sich in verschiedene erweiterte Techniken, wie das perkussiv vorbereitete Piano-Hämmern von Moran und ihre eigenen blähenden Knurr-Geräsche auf dem Eröffnungs-Track „Underbelly“ oder ihre unbestimmten Gewieher- und Knallgeräusche sowie die pfeifenden wirbelndem Röhren von Wollesen auf „Sleeping in the Skyway“, aber das Quartett verwende konsequent solche Merkmale im Dienst der Konturen der Kompositionen der Bandleaderin, die jegliche Grenzen zwischen Melodien und reiner klanglicher Erforschung meide, so Margasak. Viele der Stücke bewegten sich mühelos zwischen diesen Polen, wobei sich sowohl abstrakte als auch zähflüssige Texturen im Handumdrehen in einen markigen Groove abändern können.